# Ronny Celis
Ronny Celis (1965) is een Belgisch voormalig powerlifter.

## Levensloop
Celis behaalde eenmaal zilver (1994) en eenmaal brons (1993) op de Europese kampioenschappen.